# Georg Schors
Georg Schors [šors] (18. října 1913 – 20. dubna 1997), chybně uváděný jako Karl Schorch nebo Karl Schorsch, byl rakouský fotbalový útočník. Je pohřben ve Vídni.

## Hráčská kariéra
Začínal ve vídeňském klubu SV Donau, odkud přestoupil do I. ČsŠK Bratislava (1934–1936). V československé lize hrál za I. ČsŠK Bratislava (dobový název Slovanu) v sezonách 1935/36 a 1936/37, v Československu dal čtyři prvoligové góly. Poté působil v Hohenau (1937), Rapidu Vídeň (1937–1946), Wiener Sport-Clubu (1947–1949) a Leopoldsdorfu (1949–1954). Rakouskou ligu hrál za SV Donau, Rapid Vídeň a Wiener SC.
S Rapidem Vídeň se stal čtyřikrát mistrem Rakouska (1937/38, 1939/40, 1940/41 a 1945/46), jednou mistrem Německa (1941), jednou s ním zvítězil v rakouském poháru (1945/46) a jednou v německém poháru (1938). V rakouské lize za něj odehrál 83 utkání, v nichž vstřelil 45 branek (z toho byly 4 starty v nedohraném ročníku 1944/45). V rakouském poháru si připsal dva starty, aniž by skóroval. V německém mistrovství nastoupil desetkrát a dal deset branek, v německém poháru zaznamenal devatenáct branek v 19 startech (vše za Rapid).

### Prvoligová bilance
| Ročník              | Zápasy | Góly | Minuty | Klub               |
| ------------------- | ------ | ---- | ------ | ------------------ |
| I. liga 1933/34     | 3      | 0    | –      | SV Donau Wien      |
| I. liga 1935/36     | 15     | 2    | 1 350  | I. ČsŠK Bratislava |
| I. liga 1936/37     | 8      | 2    | 720    | I. ČsŠK Bratislava |
| I. liga 1937/38     | 9      | 8    | –      | SK Rapid Wien      |
| I. liga 1938/39     | 18     | 11   | –      | SK Rapid Wien      |
| I. liga 1939/40     | 4      | 2    | –      | SK Rapid Wien      |
| I. liga 1940/41     | 15     | 13   | –      | SK Rapid Wien      |
| I. liga 1941/42     | 12     | 6    | –      | SK Rapid Wien      |
| I. liga 1944/45     | 4      | 0    | –      | SK Rapid Wien      |
| I. liga 1945/46     | 14     | 3    | –      | SK Rapid Wien      |
| I. liga 1946/47     | 7      | 2    | –      | SK Rapid Wien      |
| I. liga 1947/48     | 9      | 1    | –      | Wiener Sport-Club  |
| I. liga 1948/49     | 5      | 0    | –      | Wiener Sport-Club  |
| I. liga 1949/50     | 1      | 0    | –      | Wiener Sport-Club  |
| CELKEM I. ČS. LIGA  | 23     | 4    | 2 070  |                    |
| CELKEM I. RAK. LIGA | 102    | 46   | –      |                    |